# Sista chansen (bok, 1991)
Sista chansen (Last chance to see 1991) är egentligen en rapport från ett projekt för BBC radio där Douglas Adams tillsammans med zoologen Mark Carwardine reste till några av de mest otillgängliga platserna på jorden för att leta efter några av de mest utrotningshotade djurarterna som finns. De besökte bland annat Nya Zeeland i ett försök att hitta en kakapo, världens största (och mest otympliga) papegoja. En annan resa gick till Afrika i ett försök att finna den vita noshörningen (som inte alls är vit). Vidare besöks Madagaskar och dess säregna djurliv, bergsgorillorna i Rwanda och halvblinda delfiner i Kina. Stilen i boken är typiskt Adamsk med humorisktiska beskrivningar och hisnande paralleller mellan djurens och människans värld. Rena faktakunskaper blandas med anekdoter och stilen känns igen från Adams tidigare romaner.